# Amir Karaoui
Amir Karaoui (tiếng Ả Rập: أمير القروي; sinh ngày 3 tháng 8 năm 1987) là một cầu thủ bóng đá người Algérie thi đấu cho MC Alger ở Giải bóng đá hạng nhất quốc gia Algérie. Anh chủ yếu thi đấu ở vị trí tiền vệ phòng ngự.

## Danh hiệu
- Giải bóng đá hạng nhất quốc gia Algérie (2): 2011–12, 2012–13
- Cúp bóng đá Algérie (1): 2011–12